# سفارة كوريا الجنوبية في أفغانستان
سفارة كوريا الجنوبية في أفغانستان هي أرفع تمثيل دبلوماسي لدولة كوريا الجنوبية لدى أفغانستان. تقع السفارة في كابل وهي تهدف لتعزيز المصالح الكورية جنوبية في أفغانستان.

## وصلات خارجية
- قائمة سفارات كوريا الجنوبية
- قائمة السفارات في أفغانستان